# Aleix Rengel Meca
Aleix Rengel Meca (Catalogna, 1988) è un attore spagnolo, noto per aver interpretato il ruolo di Gerardo nella soap Il segreto (El secreto de Puente Viejo) e per quello di David Expósito nella soap Una vita (Acacias 38).

## Biografia
Aleix Rengel Meca è nato nel 1988 in Catalogna (Spagna), e oltre alla recitazione si occupa anche di teatro.

## Carriera
Aleix Rengel Meca ha iniziato a recitare in teatro con varie opere come Contra el espejo, Apreciada Yelena Sergeevna, Bent, Caricias, La ratonera, El si, Un boscde paraulas, El mercader de Venancia, Enfermedad de Juventud e Cartas, George sand e Muerte en el Nilo. Nel 2004 ha fatto il suo debutto al cinema con il ruolo di David nel film Joves diretto da Carles Torras e Ramon Térmens. L'anno successivo, nel 2005, ha ricoperto il ruolo di Jordi nella serie Ventdelplà. Dal 2005 al 2008 ha partecipato al programa televisivo El club.
Dal 2005 al 2009 ha interpretato il ruolo di David Peris nella serie El cor de la ciutat. Negli stessi anni ha preso parte al programma televisivo Tvist. Nel 2007 ha interpretato il ruolo di Miguel nella serie Hospital Central. Nello stesso anno ha ricoperto il ruolo di Raúl nel film televisivo Adrenalina diretto da Ricard Figueras e Joseph Richard Johnson Camí. Nel 2008 ha recitato nella serie Guante blanco. Nello stesso anno ha partecipato al programma televisivo Toni Rovira y tú. Nel 2009 è entrato a far parte del cast della miniserie El Bloke. Coslada cero, nel ruolo di Luis. Nello stesso anno ha partecipato al programma televisivo Banda sonora.
Nel 2011 ha interpretato il ruolo di Gerardo nella soap opera in onda su Antena 3 Il segreto (El secreto de Puente Viejo).Nello stesso anno ha interpretato il ruolo di Dani nel film Katmandú, un espejo en el cielo diretto da Icíar Bollaín. Nel 2012 ha ricoperto il ruolo di Marc nel cortometraggio Crece diretto da Laura Calavia Safont. Nel 2020 è entrato a far parte del cast del film Terra de telers diretto da Joan Frank Charansonnet e dove ha ricoperto il ruolo di Jordi. L'anno successivo, nel 2021, è stato scelto da TVE per interpretare il ruolo di David Expósito nella soap opera in onda su La 1 Una vita (Acacias 38) e dove ha recitato insieme ad attori come Roser Tapias, Clara Garrido e Carlos de Austria.

## Filmografia

### Cinema
- Joves, regia di Carles Torras e Ramon Térmens (2004)
- Katmandú, un espejo en el cielo, regia di Icíar Bollaín (2011)
- Terra de telers, regia di Joan Frank Charansonnet (2020)

### Televisione
- Ventdelplà – serie TV (2005)
- El cor de la ciutat – serie TV (2005-2009)
- Hospital Central – serie TV (2007)
- Adrenalina, regia di Ricard Figueras e Joseph Richard Johnson Camí – film TV (2007)
- Guante blanco – serie TV (2008)
- El Bloke. Coslada cero – miniserie TV (2009)
- Il segreto (El secreto de Puente Viejo) – soap opera (2011)
- Una vita (Acacias 38) – soap opera, 70 episodi (2021)

### Cortometraggi
- Crece, regia di Laura Calavia Safont (2012)

## Teatro
- Contra el espejo di Damián Ruiz
- Apreciada Yelena Sergeevna di Llyudmila Razumovskaya
- Bent di Martin Sherman
- Caricias di Sergi Belbel
- La ratonera di Agatha Christie
- El si di Ricard Ventura
- Un boscde paraulas di Miquel Martí Pol
- El mercader de Venancia di William Shakespeare
- Enfermedad de Juventud di Ferdinand Bruckner
- Cartas a George sand di Fryderyk Chopin
- Muerte en el Nilo di Agatha Christie, diretto da Victor Conde

## Programmi televisivi
- La nit del cor – speciale TV (2005)
- En directe – speciale TV (2005)
- La Marató 2005 – speciale TV (2005)
- Cap d'any a TV3 – speciale TV (2005)
- El club (2005-2008)
- Tvist (2005-2009)
- La nit del cor 2006 – speciale TV (2006)
- La Marató 2006 – speciale TV (2006)
- La nit del cor 2007 – speciale TV (2007)
- Toni Rovira y tú (2008)
- Banda sonora (2009)

## Doppiatori italiani
Nelle versioni in italiano dei suoi film e delle sue serie TV, Aleix Rengel Meca è stato doppiato da:
- Sacha Pilara[12] ne Il segreto[13]
- Matteo De Mojana[14] in Una vita[15]

## Riconoscimenti
- Festival Internazionale di San Pietroburgo
  - 2006: Vincitore come Miglior attore

- Festival Internazionale del teatro di Montréal
  - 2008: Vincitore come Miglior attore